# Михайловка (Уфимский район)
Михайловка (баш. Михайловка) — село в Уфимском районе Башкортостана, административный центр Михайловского сельсовета.
Расположено у западной окраины Уфы, примыкает к жилому району Затон и автодороге «Волга».

## Население
| 2002 | 2009  | 2010  | 2021    |
| ---- | ----- | ----- | ------- |
| 4336 | ↘3605 | ↗5384 | ↗11 389 |

Согласно переписи 2020 года, преобладающая национальность — русские (29,8 %), башкиры (24,6 %), татары (18,7 %), нет сведений о национальной принадлежности (24,4 %).

## Религия
В селе есть мечеть Иман и православная церковь Архангела Михаила.

## Известные жители и уроженцы
- Алымов, Алексей Михайлович (18 марта 1923 — 22 февраля 2009) — участник Великой Отечественной войны, командир отделения пулемётной роты 1255-го стрелкового полка 379-й стрелковой дивизии 3-й ударной армии 2-го Прибалтийского фронта, младший сержант, Герой Советского Союза (1945), учитель, затем директор Михайловской средней школы[5].
- Чудов, Максим Александрович (род. 12 ноября 1982) — российский биатлонист, трёхкратный чемпион мира, бронзовый призёр Олимпийских игр 2010 в Ванкувере в составе эстафеты, Заслуженный мастер спорта России[6].